# Saint-Médard-Nicourby
Saint-Médard-Nicourby ist eine französische Gemeinde mit 98 Einwohnern (Stand 1. Januar 2022) im Département Lot in der Region Okzitanien. Sie gehört zum Arrondissement Figeac und zum Kanton Lacapelle-Marival.
Nachbargemeinden sind Terrou im Nordwesten, Gorses im Nordosten, Montet-et-Bouxal im Südosten und Labathude im Südwesten.

## Bevölkerungsentwicklung

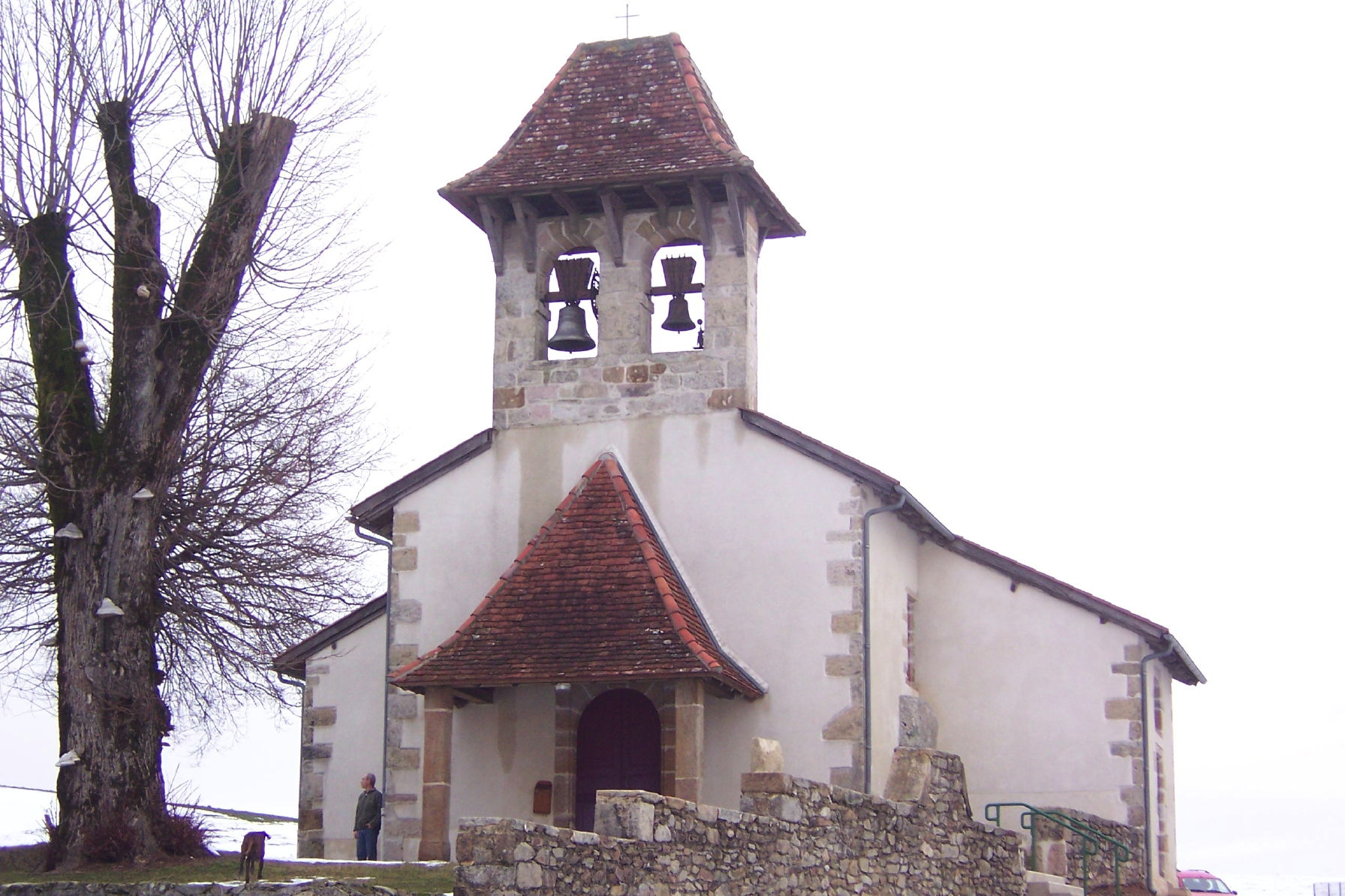
Kirche Saint-Médard

| Jahr      | 1962 | 1968 | 1975 | 1982 | 1990 | 1999 | 2008 | 2018 |
| --------- | ---- | ---- | ---- | ---- | ---- | ---- | ---- | ---- |
| Einwohner | 157  | 142  | 114  | 108  | 101  | 84   | 90   | 94   |